# Henri Mauperché
Henri Mauperché est un peintre paysagiste et graveur français né vers 1602 à Paris où il est mort le 26 décembre 1686,.

## Biographie
Henri Mauperché est formé à Paris par Daniel Rabel.
Il rejoint Rome aux côtés de Louis Boullogne en 1634. il y est en rapport avec Sébastien Bourdon, Herman van Swanevelt, et le groupe des Bambocheurs. 
Il rentre à Paris en 1639 et signe le 12 mars de cette année un marché par lequel il s'engage à décorer (de vues topographiques et de paysages de ruines) la salle des gardes et l'antichambre de l'hôtel du cardinal de Richelieu, aux côtés de Jean Blanchard, date à laquelle il est déjà mentionné comme « peintre du roi ». 
Il se marie le 17 janvier 1645 avec Magdeleine Garnot, et réside d'abord rue de la Tixanderie (où il est le voisin du peintre Pierre Patel), puis entre 1649 et 1656 sur l'île Saint-Louis, où il possède une presse lui permettant de réaliser plusieurs ensemble de gravures de paysages (une cinquantaine de gravures lui sont connues). 
Vers 1646-1647, il travaille à la décoration du registre inférieur du Cabinet de l'Amour de l'hôtel Lambert, commencé en 1645 en collaboration avec des paysagistes comme Pierre Patel, Jan Asselyn ou Herman van Swanevelt. Il y peint trois paysages dans des formats ovales (Paysage au pont, musée du Louvre). A la fin des années 1640, il travaille peut-être aux côtés de Laurent de La Hyre aux décors de l'évêché de Lisieux, commandés par l'évêque Léonor de Matignon. 
Membre de l'Académie royale de peinture et de sculpture en 1648, il offre son tableau de réception A la Première demande de l'Académie en 1653. Il en devient professeur en 1655, fait rare pour un peintre de paysage. Il contribua à diffuser à Paris, avec Laurent de La Hyre et Pierre Patel, la tradition du paysage classique développée à Rome autour de Claude Lorrain.
Devenu un décorateur de renom, il participe aux décors de l'appartement de la reine au Louvre vers 1660, où il livre neuf grands paysages mythologiques (dont deux, représentant Acis et Galatée et Polyphème, étaient de format octogonal). Il entreprend vers 1663-1664 la décoration du grand cabinet de la reine-mère Anne d'Autriche à Fontainebleau, où il peint quatorze grands paysages historiés (deux de ces paysages sont peut-être conservés à la galerie nationale de Sofia). 
En 1671 il perd sa femme et en 1686, sans doute malade, il est dispensé d'assister avec assiduité aux séances de l'Académie. Il meurt le 26 décembre 1686 dans son logement de la rue Saint-Antoine, et est inhumé dans le cimetière Saint-Paul.

## Œuvre

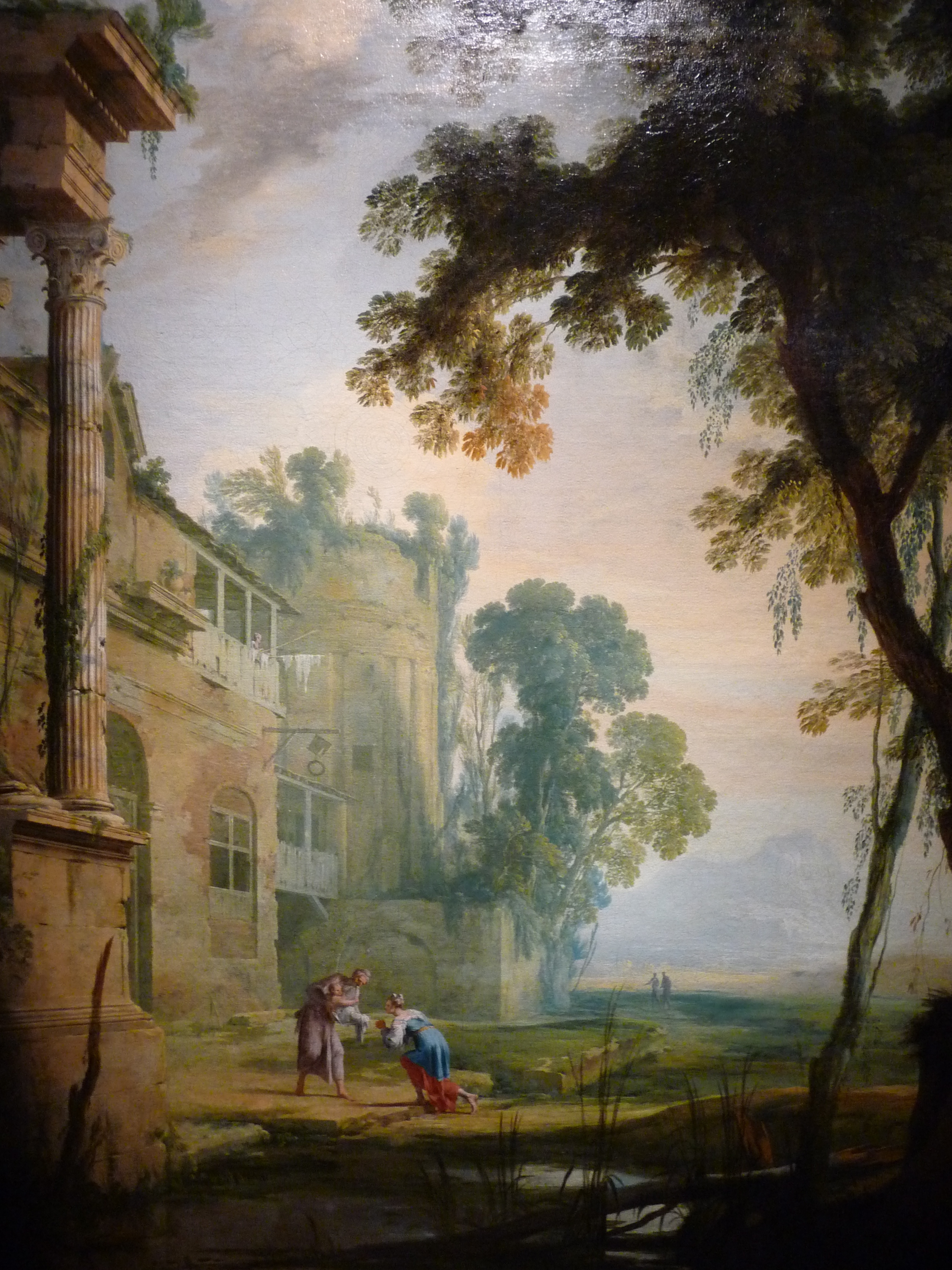
Paysage, v. 1650, huile sur toile.

Les tableaux qui lui sont attribués avec certitude sont rares. Les estampes représentent un élément important pour la connaissance de son œuvre. Son seul travail daté, Le plan de Liancourt, est une gravure réalisée en 1654.
- Paysage avec l'ânesse de Balaam (vers 1640 pour Fontainebleau), huile sur toile, 113 × 84 cm, Bourges, musée du Berry[1]
- Paysage sur les marches d'un palais en ruines (vers 1645), 128 × 113 cm, Rennes, musée des Beaux-Arts[2]
- Paysage avec le temple de la Sibylle de Tivoli, huile sur toile, Meaux, musée Bossuet[3]
- Paysage au pont (1646, pour l'hôtel Lambert), huile sur toile, 74 × 46 cm, Paris, musée du Louvre[4]
- Paysage aux ruines (1646, pour l'hôtel Lambert), huile sur toile, collection particulière
- Paysage (vers 1650), huile sur toile, 115 × 94 cm, Paris, musée du Petit Palais[5]
- Paysage avec le repos pendant la fuite en Égypte (1671), huile sur toile, 135 × 147 cm, Paris, musée du Louvre[6]
- Le Christ et la Samaritaine (pour Fontainebleau), Sofia, galerie nationale des Beaux-Arts
- Le Christ et les Pélerins d'Emmaüs (pour Fontainebleau), Sofia, galerie nationale des Beaux-Arts
- Tobie et l'Ange (pour Fontainebleau ?), Sofia, galerie nationale des Beaux-Arts
- Paysage avec baigneuses, Grasse
- Paysage, Lisieux, musée d'Art et d'Histoire
- Paysage, Birmingham
- Paysage au torrent, collection particulière